# Dobri Dobrev
Dobri Dimitrov Dobrev (em búlgaro:  Добри Димитров Добрев) ( 20 de julho de 1914 - 13 de fevereiro de 2018), também conhecido como Vovô Dobri, Velho Dobri ou O Santo de Bailovo foi um pedinte búlgaro que andava vários quilômetros por dia até os entornos da Catedral de Alexandre Nevsky em Sofia para recolher dinheiro para causas beneficentes. Dobri viveu numa humilde acomodação, vivendo somente de uma pensão mensal de 80 euros. Apesar disso, o Santo de Bailovo doava todo o dinheiro que recolhia para instituições de caridade, orfanatos, igrejas e mosteiros. Dobri era cristão ortodoxo. Seu nome em búlgaro significa bom ou gentil.

## Vida
Dobri Dobrev nasceu em 20 de julho de 1914, na aldeia de Bailovo. Seu pai Dimitar morreu na Primeira Guerra Mundial e sua mãe Katerina teve que criar seus filhos sozinha. Dobrev não se lembra dos anos de sua juventude e escola. Ele decidiu casar-se por volta de 1940, mesmo ano em que a Bulgária entrou na Segunda Guerra Mundial. Em um dos atentados de Sofia uma bomba caiu perto dele e ele perdeu quase toda a audição. Dobrev e sua esposa tiveram quatro filhos, dos quais dois sobreviveram.
Ao longo dos anos Dobrev ficou separado dos aspectos materiais da vida e dedicou-se inteiramente ao mundo espiritual. Em 2000, ele decidiu doar todos os seus bens para a Igreja Ortodoxa e passou a viver modestamente em uma pequena extensão da Paróquia de São Cirilo e São Metódio em sua aldeia natal de Bailovo. Sobre o tempo que ele embarcou em sua missão de arrecadar fundos para a restauração de igrejas e mosteiros em toda a Bulgária. É esta nova direção na vida e o exemplo que ele dá com seu ascetismo que levou muitos a chamá-lo de “O Santo de Bailovo”.

## Morte
Morreu aos 103 anos de idade em Kremikovtsi.

## Caridade
Ao longo de sua vida, Dobrev doou mais de 80 000 lev búlgaros (40 000 €) a igrejas, mosteiros e outras ações nobres. Entre as suas maiores doações estão:
- 10 000 lev búlgaros (5000 €) para a igreja paroquial dos Santos Cirilo e Metódio, na sual Bailovo natal;
- 25 000 lev búlgaros (12 500 €) para a restauração do mosteiro Eleshnishki da Mãe Maria localizado a leste de Sófia, e para a igreja local, na aldeia de Gorno Kamartsi;
- 35 700 lev búlgaros (~ 20 000 €) para a Catedral de Alexander Nevsky, em Sófia, que é a maior doação da história conhecida nos mais de 100 anos da catedral.

## Citação
A boa vontade é justa e verdadeira. Tudo nela é bom. Não devemos mentir nem roubar, nem cometer adultério. Devemos amar uns aos outros como Deus nos ama.— Dobri Dobrev 